# Stubbings House
Stubbings House is een groot 18e-eeuws huis in Stubbings, dat ten westen van Maidenhead ligt in het Engelse graafschap Berkshire. Het ligt op een landgoed van 32 hectare. Daarnaast is een gebied van 250 hectare van de National Trust Woodland. De ijskelder uit de 18e eeuw is bewaard gebleven. 
Tijdens de Tweede Wereldoorlog maakte koningin Wilhelmina der Nederlanden gebruik van het huis. Tegenwoordig worden in Stubbings House evenementen georganiseerd.

## Geschiedenis
Het huis werd in 1740 gebouwd voor Humphry Ambler. Later werd het huis bewoond door Guy Carleton, de gouverneur van Quebec. Van 1947-1969 woonde de beroemde fysicus en kunstverzamelaar Sir Thomas Ralph Merton er.

### Tweede Wereldoorlog

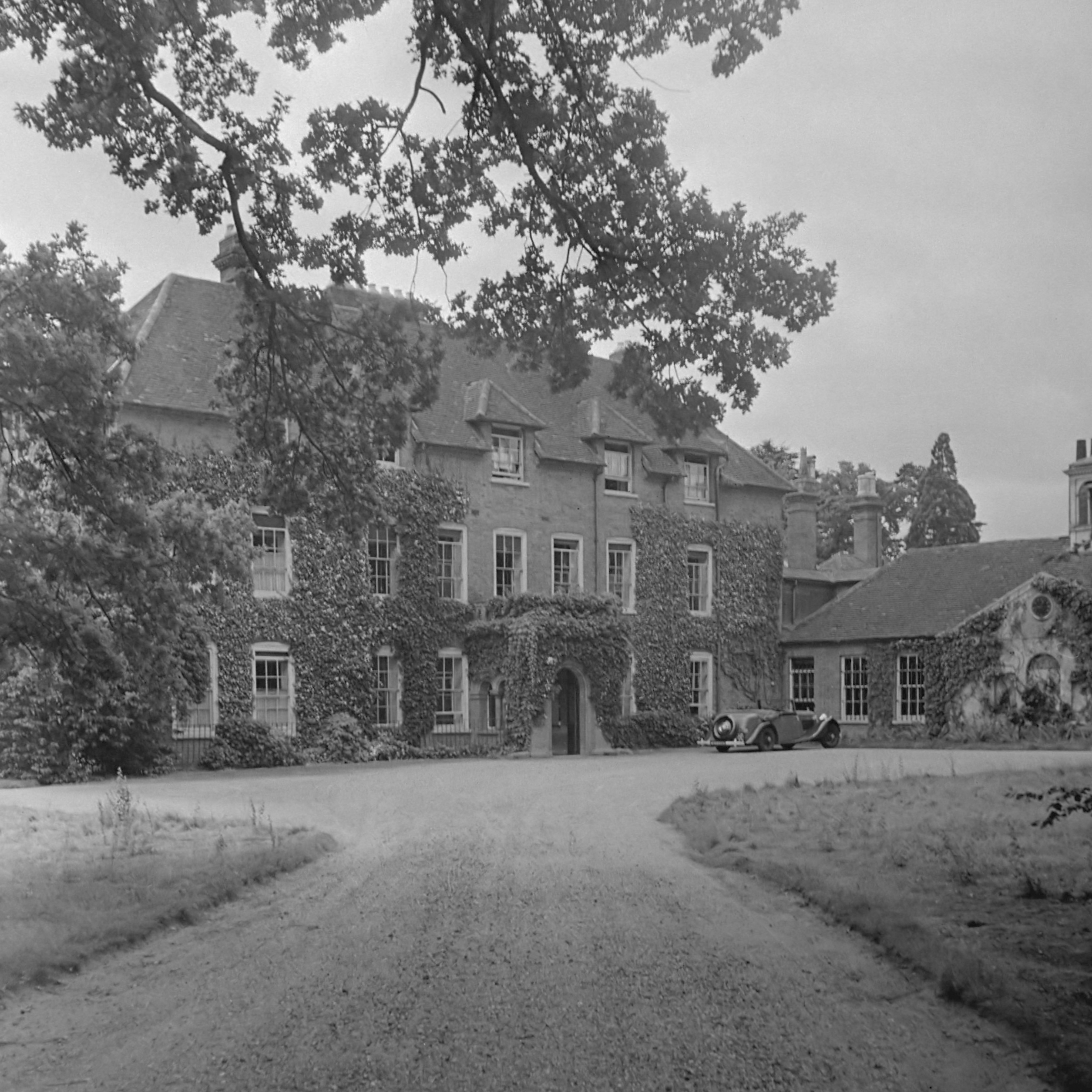
Stubbings House (1944)

Omdat Londen vanaf september 1940 regelmatig gebombardeerd werd, was het daar niet meer veilig voor koningin Wilhelmina. Haar huis op Eaton Square werd vervangen door een kleiner huis op Chester Square 77, waar ook het kantoor van prins Bernhard voortaan was. Het huis werd bewaakt door de Koninklijke Marechaussee. De koningin verhuisde eind oktober 1940 naar Stubbings. Als vaste staf had de koningin een rechercheur van Scotland Yard, haar secretaris François van 't Sant en een Belgische hofdame.
De Prinses Irene Brigade werd belast met de bewaking van Stubbings House, hetgeen in drie ploegen van twintig man gebeurde. Ook moest een kampwacht verzorgd worden ter bewaking van opgeslagen goederen. Hierbij was een voorraad in Engeland geslagen zilvergeld dat na de oorlog in circulatie werd gebracht.
De meeste aangekomen Engelandvaarders werden door de koningin op Stubbing House ontvangen, in het begin ook op Eaton Square. Met de trein reisden de Engelandvaarders naar Maidenhead, waar zij werden afgehaald door Van 't Sant of Jhr Gerard Beelaerts van Blokland, die van 1943-1945 ordonnans-officier van de koningin was. Als het kon werden ze in de tuin ontvangen en maakte de koningin met hen een wandelingetje. Als zij binnen werden ontvangen, werden er meestal ronde tafels gedekt. Aan iedere tafel was een lege stoel, zodat zij steeds aan een andere tafel kon gaan zitten. In 1944 kwamen er zoveel Engelandvaarders, dat het gemakkelijker was hen in het Netherlands House te ontvangen, een groot pand in Londen dat als ontmoetingsplaats diende voor Nederlanders en Britten.